# 恩烈祠十三位義民廟
23°55′10″N 120°31′55″E / 23.919410°N 120.531855°E
恩烈祠十三位義民廟，簡稱恩烈祠，是位於臺灣彰化縣永靖鄉獨鰲村的義民廟，祭祀十三位永靖庄民，地方人士指與道光年間的抗稅有關。

## 傳說

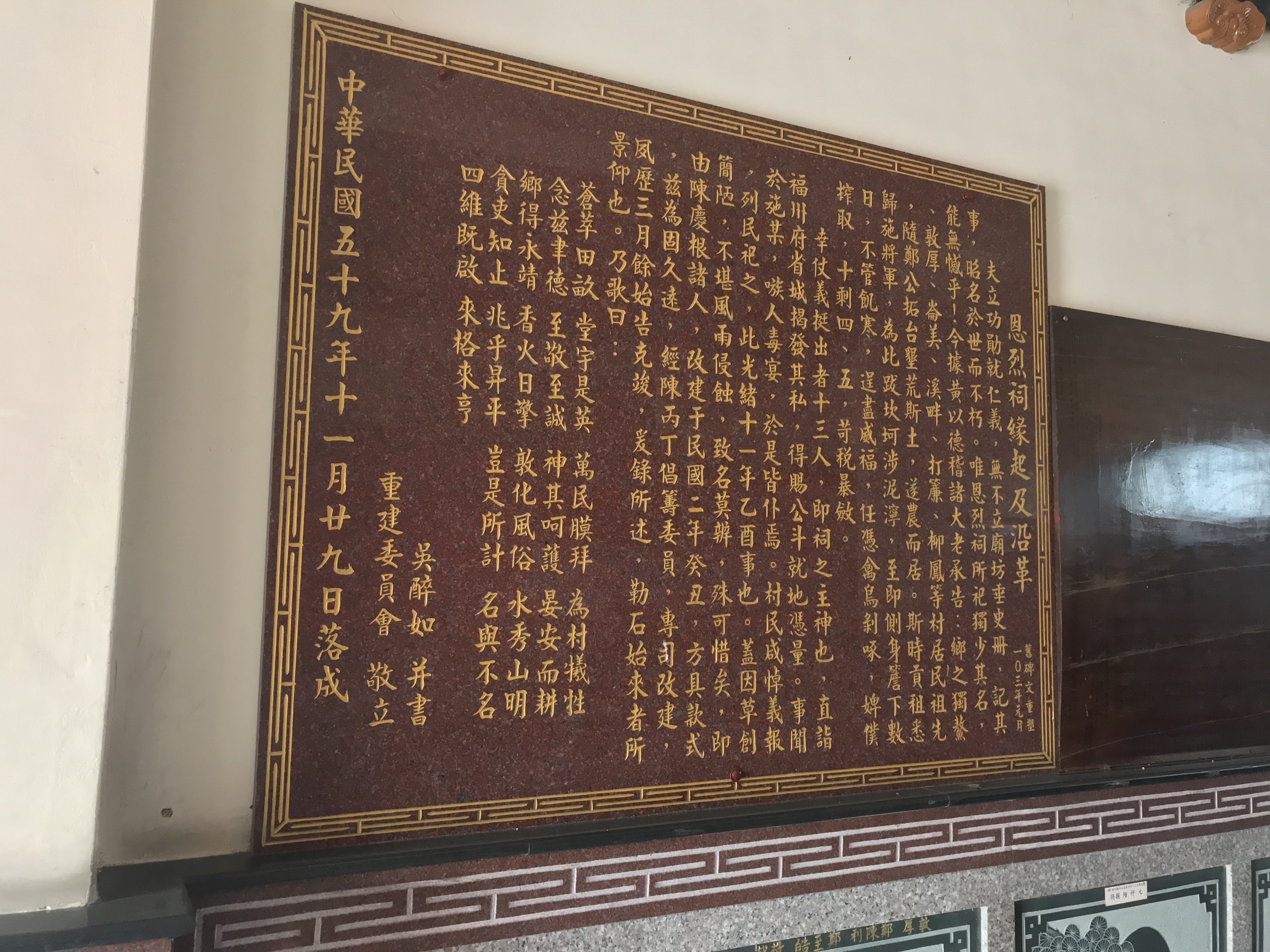
恩烈祠緣起與沿革

在《台灣舊慣習俗信仰》一書提及清治時期，一位駐在鹿港的施姓官員對田地多加稅額，當時永靖庄十三庄民在道光年間，群起至福州府向上司提起訴願，苛政雖被革除，可這些民眾回來途經鹿港時遭遇毒手，獨一人僥倖逃回家中，因此庄民即共議建一座正門朝東的廟，弔祭亡靈。
當地居民口耳相傳的故事，與書中內容有所出入外，並且生動許多。耆老林錦添說道光年間，獨鰲、打簾（今永靖鄉獨鰲、敦厚、崙美，及田尾鄉打簾、柳鳳、溪畔等6村），是屬駐紮鹿港的施將軍的地盤，在鹿港設有租館收租。耆老巫龍堂表示，當時米糧水租都必須運到鹿港，卻被施將軍卻故意刁難，指所繳米穀沒乾，必須在他府上的大埕先行曝曬一段方能收取，但他所養的大批雞、鴨、鵝卻乘機大啖，使民眾蒙受損失。
巫龍堂說當時十五庄均各推出一名代表來告御狀，為表達誓死決心，每名都揹著一只頭簍在後，表示若犧牲了，可盛著頭顱寄回家鄉安葬，但撤銷此一不合理措施後，被施將軍派人在鹿港下毒，結果十五人中，有十三人遭毒死，唯兩人倖存。

## 紀念

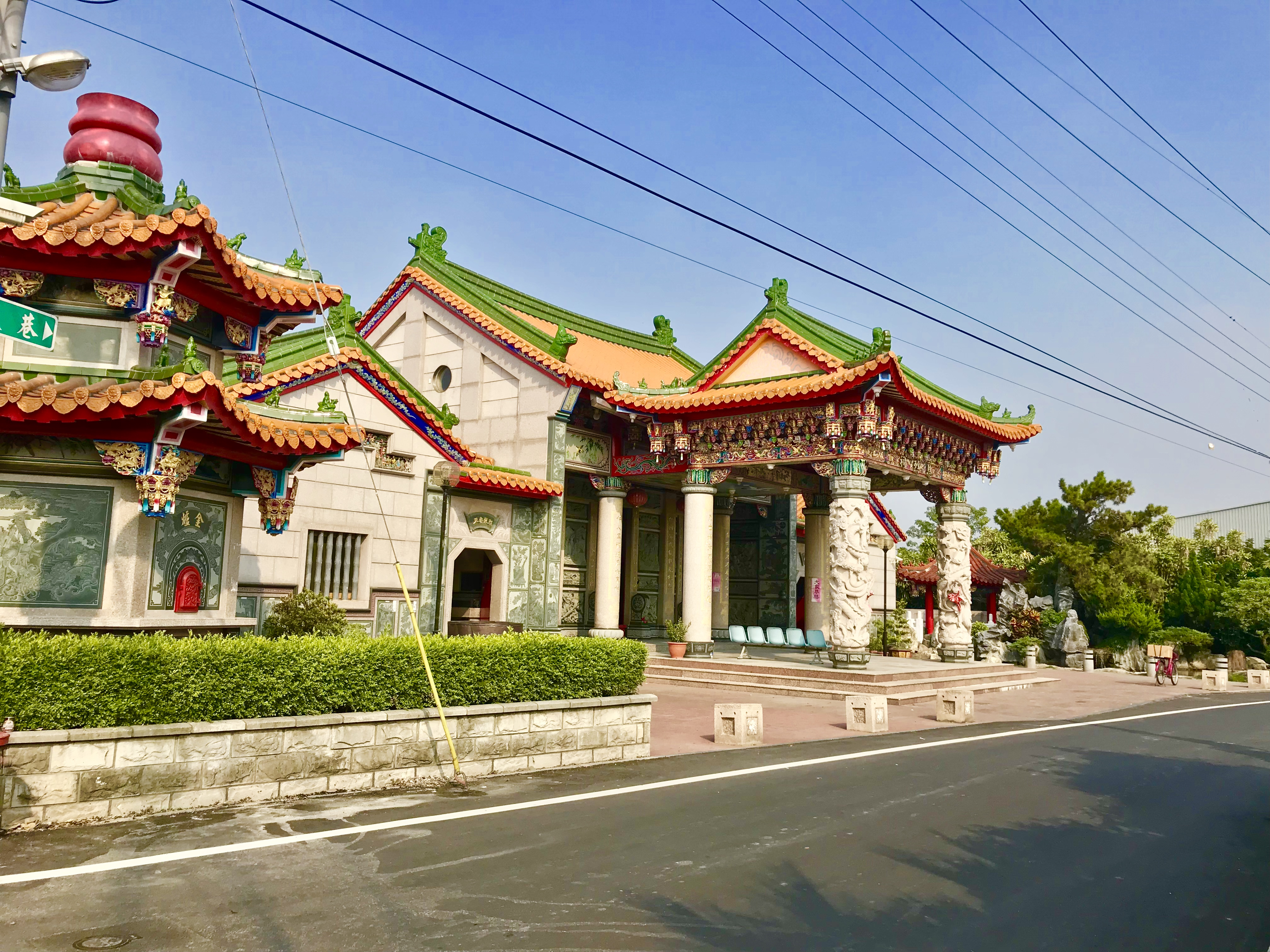
恩烈祠斜照

此祠創建於道光十年（1830年），農曆二月十八日的恩烈公祭祀之日，永靖、田尾兩鄉的獨鰲、溪畔、打簾、敦厚、崙美、柳鳳等村居民當日會來此祠祭拜。所奉祀的庄民，姓名已不詳。
1913年由保正陳慶根發起重新改建，1970年再度改建。1985年，《民生報》的社論指責電影公司若說敬重忠義英烈，為十八王公拍攝虛假的故事，大可拍更有戲劇效果的湖南忠義公，並還提及類似的廟宇有樹林十三公、嘉義忠義十九公、彰化的恩烈祠等。
出身永靖的財團曾捐建亭園造景。家就在此祠附近的企業家朱炳昱，2009年提議擴建恩烈祠，幫廟方買下138坪農地，重建經費新台幣2000多萬中就出1200萬。
此外，在永靖鄉瑚璉路、永靖鄉公所旁的英烈祠，則是供俸十三尊稱為「好漢爺」的神像，據信眾指出為道光年間鎮守地方的人士。